# Țintar

Țintar: tablă de joc și piese.

Țintarul (cunoscut și sub numele de moară sau car) este un joc de strategie. Tabla de joc are desenate trei pătrate concentrice și conectate la mijlocul laturilor, ca în figura alăturată. Colțurile dreptunghiurilor și mijloacele laturilor sunt marcate cu puncte care arată cele 24 de poziții în care se pot plasa cele 18 piese, câte nouă de fiecare jucător.

## Istoric

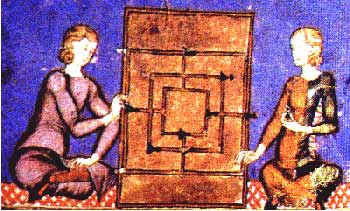
Ilustrație din „Libro de los Juegos” (1283) a regelui Alfonso al X-lea al Castiliei.

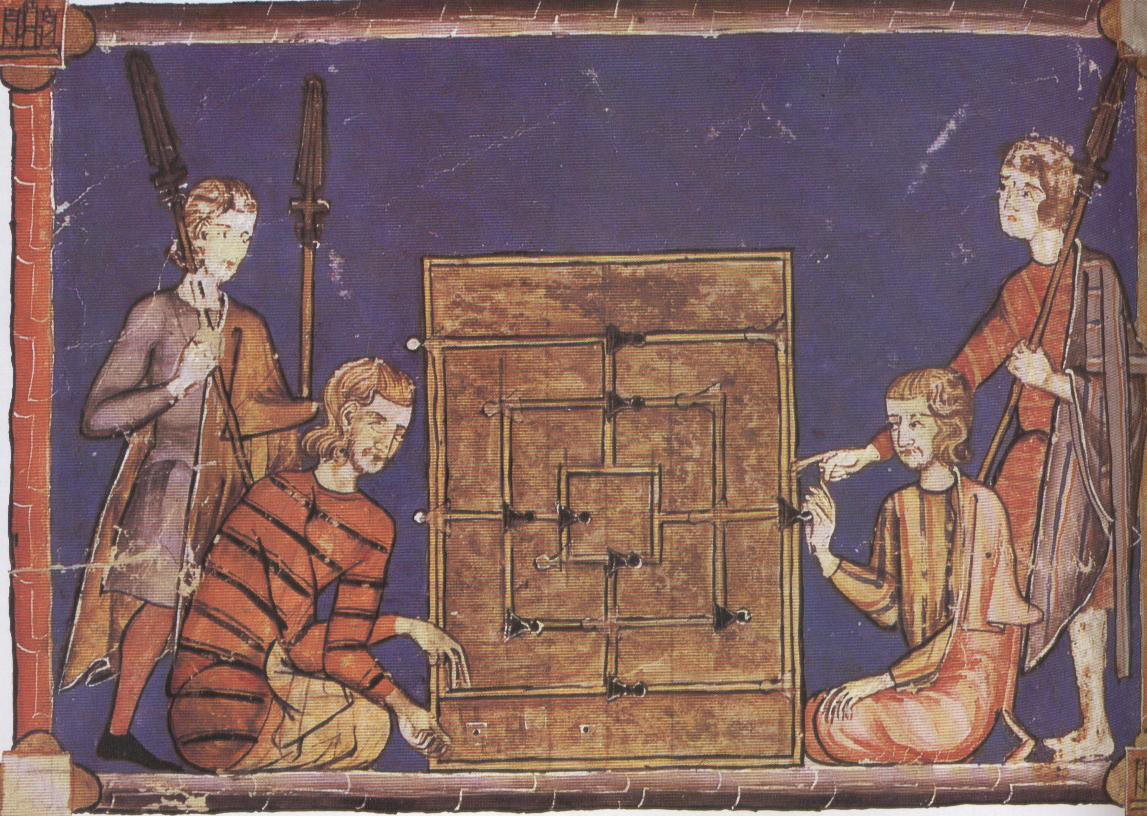
O altă ilustrație din aceeași carte.

Jocul are o lungă tradiție atât în Europa cât și în afara ei. Două desene ale tablei de joc, sub formă de graffiti, au fost găsite în templul Ramesseum din Kurna, Egipt, datând aproximativ din 1440 î.Hr. și se crede că Egiptul este țara de origine a țintarului.
Săpături efectuate recent în peștera Church Hole din defileul Creswell Crags, Nottinghamshire, Anglia, au scos la iveală o piatră în care era săpat desenul tablei de țintar. Descoperirile efectuate în peșterile din acest defileu arată că zona a fost locuită din timpul ultimei glaciațiuni, dar piatra cu tabla de țintar nu a fost încă datată.
De asemenea jocul a fost jucat încă din antichitate în multe alte părți ale lumii, printre care Africa de Sud, India, Sri Lanka, China, Grecia (Acropole, Atena), Fenicia, Israel, Germania, Peninsula Istria, Irlanda și nordul Europei. Din secolul al XIII-lea se păstrează urmele sale în peninsula iberică pentru ca în secolul al XIV-lea să se răspândească în întreaga Europă, existând semne că a fost jucat adesea la curțile regale ale diferitelor țări europene. În secolele care au urmat probabil țintarul a fost cel mai popular joc de societate, abia la începutul secolului al XIX-lea fiind înlocuit de jocul de șah.
În piesa Visul unei nopți de vară a lui William Shakespeare, personajul Titania se plînge (în actul al II-lea, scena I) că țintarul nu mai este jucat: „The nine men's morris is fill'd up with mud” („Țintarul s-a umplut cu noroi”). Se poate bănui că jocul era practicat mai ales în aer liber, iar tabla de joc era trasată pe pământ.
În România există o tradiție lungă a acestui joc. Ca piese se folosesc adesea bobi de fasole și porumb.

## Reguli și desfășurare
La începutul partidei tabla de joc este goală. Jocul se desfășoară în două etape:
- În prima etapă jucătorii pun pe rând câte una din piesele proprii pe punctele tablei de joc. Această etapă se încheie când sunt plasate pe tablă toate cele 18 piese.
- În a doua etapă jucătorii mută pe rând câte una din piesele proprii.

Jucătorul care începe jocul este decis fie de comun acord, fie de exemplu prin aruncarea unui zar.
Scopul urmărit de fiecare jucător este de a elimina una câte una piesele adversarului. Pierde jucătorul care fie ajunge să aibă numai două piese, fie nu-și poate muta nicio piesă.
Regulile de joc, aplicate în ambele etape, sunt:
- Într-un punct nu poate fi plasată decât o singură piesă.
- Mutarea unei piese se face numai de-a lungul uneia dintre liniile trasate pe tabla de joc și numai într-un punct învecinat. Atunci când un jucător ajunge să aibă trei piese, mutarea se poate face oriunde pe tabla de joc, nu numai de-a lungul liniilor.
- Când un jucător realizează un șir de trei piese proprii de-a lungul uneia din liniile tablei — configurație numită „moară” — el trebuie să aleagă una din piesele adversarului și s-o elimine de pe tabla de joc. Piesa aleasă pentru eliminare trebuie să nu facă parte dintr-o moară; în unele variante ale jocului această regulă se ignoră atunci când toate piesele adversarului sunt incluse în mori.
- În prima etapă, de plasare a pieselor pe tabla de joc, este posibil ca un jucător să închidă două mori simultan. În acest caz unele variante permit eliminarea a două piese ale adversarului, iar altele permit eliminarea unei singure piese.

Uneori jocul ajunge în impas, în sensul că se repetă aceleași configurații de joc fără a se elimina nicio piesă. În asemenea cazuri rezultatul se poate declara remiză dacă pe durata unui număr stabilit de mutări (15, 50 etc.) nu a fost eliminată nicio piesă sau dacă aceeași configurație a pieselor se repetă pentru a treia oară.

## Caracteristici
Matematicianul elvețian Ralph Gasser a estimat că, în varianta principală a jocului, numărul total de configurații valabile ale pieselor se ridică la 1010 și că numărul total de partide distincte este de aproximativ 1050. Tot el a demonstrat că o partidă în care ambii jucători joacă perfect se termină întodeauna cu remiză; Gasser a realizat și un program de calculator numit Bushy, considerat cel mai bun jucător de țintar.

## Strategie
În prima etapă a jocului, jucătorii cu experiență nu realizează mori și nici nu-și împiedică adversarul să construiască mori, concentrându-se mai mult pe ocuparea unor poziții stategice, cum ar fi cele patru intersecții de pe pătratul mijlociu. Pozițiile din colțurile pătratelor oferă prea puțină mobilitate și sunt evitate.
Configurația în care un jucător poate realiza o moară la fiecare mutare, prin deplasarea înainte și înapoi a unei singure piese, se numește „morișcă” sau „moară dublă”. În diagrama din figură jucătorul cu piesele roșii are o astfel de configurație. De obicei, primul jucător care reușește să construiască o morișcă va câștiga partida; în exemplul dat jucătorul cu piesele roșii câștigă chiar dacă urmează albastrul la mutare.

## Competiții
Țintarul este promovat la nivel internațional de Welt-Mühlespiel-Dachverbandes (Federația Mondială de Țintar), care organizează în mod regulat competiții. Pentru scopul acestor competiții, WMD a stabilit reguli precise de joc. În urma promovării, s-au înființat centre de țintar în numeroase țări; până în 2006 existau astfel de centre în Elveția, Germania, Austria, Marea Britanie, Republica Cehă, Italia și Polonia.

## Variante
Deși varianta prezentată aici este cea mai răspândită, mai există și alte tipuri de țintar, cu diferite configurații ale tablei de joc (inclusiv în trei dimensiuni) și diferite numere de piese de care dispune fiecare jucător: 3, 4, 5, 7, 12 etc. De asemenea, regulile de joc pot suferi unele modificări.
În unele din variantele de regulament se interzice ca după deschiderea (dezalinierea) unei mori aceasta să fie refăcută imediat. Jucătorul trebuie să mute mai întâi altă piesă și abia apoi poate reînchide moara.
Una dintre variantele secundare mai des întâlnite este aceea în care colțurile pătratelor sunt unite cu linii diagonale, în total patru. Pe această tablă de joc desfășurarea unei partide este mai rapidă și dă jucătorilor mai multă libertate de mișcare.